# Stracilla
Stracilla is een geslacht van vlinders van de familie spinneruilen (Erebidae), uit de onderfamilie Lymantriinae.

## Soorten
- S. fowleri Collenette, 1955
- S. ghesquierei Collenette, 1937
- S. translucida (Oberthür, 1880)